# Attila Valter
Attila Valter (Csömör, 12 giugno 1998) è un ciclista su strada ungherese che corre per il Team Visma-Lease a Bike; è professionista dal 2020.

## Carriera
Al termine della sesta tappa del Giro d'Italia 2021 indossa la sua prima maglia rosa.

## Palmarès

### Strada
- 2018 (Pannon Cycling Team, due vittorie)

Campionati ungheresi, Prova a cronometro Under-23
Campionati ungheresi, Prova in linea Under-23
- 2019 (CCC Development Team, quattro vittorie)

1ª tappa Istrian Spring Trophy (Parenzo > Albona)
Campionati ungheresi, Prova a cronometro Elite
Gemenc Grand Prix I
9ª tappa Tour de l'Avenir (Villaroger > Tignes)
- 2020 (CCC Team, due vittorie)

5ª tappa Tour de Hongrie (Miskolc > Gyöngyös-Kékestető)
Classifica generale Tour de Hongrie
- 2022 (Groupama-FDJ, una vittoria)

Campionati ungheresi, Prova in linea Elite
- 2023 (Jumbo-Visma, due vittorie)

Campionati ungheresi, Prova a cronometro Elite
Campionati ungheresi, Prova in linea Elite
- 2024 (Team Visma-Lease a Bike, una vittoria)

Campionati ungheresi, Prova in linea Elite

#### Altri successi
- 2019 (CCC Development Team)

Classifica giovani Banja Luka-Beograd I
Classifica giovani Bałtyk-Karkonosze Tour
- 2020 (CCC Team)

Classifica giovani Tour du Haut-Var
Classifica scalatori Tour de Hongrie
- 2023 (Jumbo-Visma)

2ª tappa Vuelta a Burgos (Oña > Poza de la Sal, cronosquadre)

### Mountain bike
- 2019

Turianske Teplice

## Piazzamenti

### Grandi Giri
- Giro d'Italia

2020: 27º
2021: 14º
2022: 35º
2024: 22º
- Vuelta a España

2023: 22º
2024: 25º

### Classiche monumento
- Milano-Sanremo

2023: 34º
2025: 35º
- Liegi-Bastogne-Liegi

2023: 26º
2024: 40º
2025: 31º
- Giro di Lombardia

2020: fuori tempo massimo
2021: 12º
2022: ritirato
2023: 22º
2024: 46º

### Competizioni mondiali
- Campionati del mondo

Bergen 2017 - In linea Under-23: ritirato
Innsbruck 2018 - In linea Under-23: 64º
Yorkshire 2019 - Cronometro Under-23: 54º
Yorkshire 2019 - In linea Under-23: 31º
Imola 2020 - In linea Elite: 76º
Wollongong 2022 - In linea Elite: 23º
Zurigo 2024 - In linea Elite: 27º
- Campionati del mondo di mountain bike

Repubblica ceca 2016 - Team relay: 7º
Australia 2017 - Team relay: 9º
- Giochi olimpici

Tokyo 2020 - In linea: ritirato
Parigi 2024 - Cronometro: 22º
Parigi 2024 - In linea: 4º

### Competizioni europee
- Campionati europei su strada

Plumelec 2016 - In linea Junior: 18º
Zlín 2018 - In linea Under-23: 9º
Trento 2021 - In linea Elite: ritirato
- Campionati europei di mountain bike

Italia 2015 - Team relay: 6º
Italia 2017 - Team relay: 6º